# Świat wiedźmina

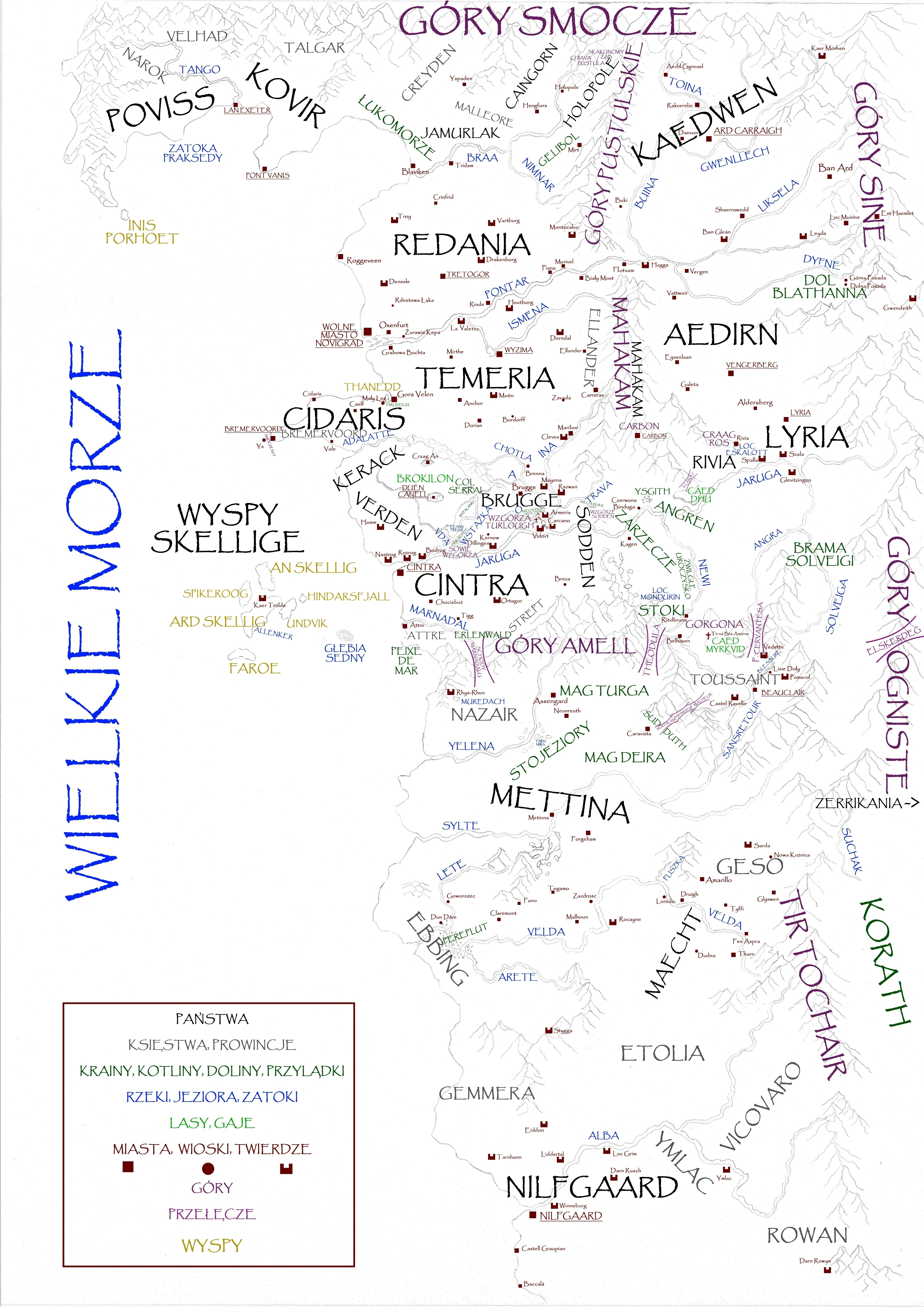
Mapa świata wiedźmina

Świat wiedźmina – świat przedstawiony opowiadań oraz sagi o wiedźminie, autorstwa polskiego pisarza fantasy, Andrzeja Sapkowskiego, a także gier i produkcji telewizyjnych na nich opartych.
Sapkowski nie nadał fikcyjnemu światu nazwy. W grze fabularnej Wiedźmin: Gra wyobraźni używana jest nazwa „Kontynent” na określenie znanej tam części tego świata, ta sama nazwa używana jest w serialu Netfliksa.

## Geografia
W przeciwieństwie do wielu innych pisarzy fantasy, jak np. J.R.R. Tolkien, Sapkowski nie stworzył pełnego opisu świata przed napisaniem całości cyklu, a raczej tworzył go w miarę rozwoju opowieści. Większość akcji sagi toczy się w Królestwach Północy, leżących na północy znanej części Kontynentu. Najważniejsze z nich to Aedirn, Cintra, Kaedwen, Kovir i Poviss, Lyria i Rivia, Redania oraz Temeria. Dokładne położenie poszczególnych królestw i księstw nie jest pewne ze względu na brak kanonicznych informacji na temat wielu z nich, pewne jest jednak wzajemne położenie wyżej wymienionych państw. Na samym południu, przy górach Amell, na zachodzie, znajduje się Cintra, której północną granicę stanowi rzeka Jaruga, mająca swoje ujście właśnie w Cintrze. Na wschodzie, a na północnym brzegu Jarugi leży Lyria i Rivia, na północ od nich są Temeria na zachodzie i Aedirn na wschodzie, na północ od nich Redania na zachodzie i Kaedwen na wschodzie, zaś dalej na północy Kovir-Poviss na zachodzie i Liga z Hengfors na wschodzie. Temerię od Lyrii i Rivii, oraz Aedirn oddziela masyw górski Mahakam.
Na południe od Królestw Północy, za górami Amell, leżą tereny będące pod kontrolą Cesarstwa Nilfgaardu, przez wieki podbijającego kolejne z północnych krain, których mieszkańcy zwani są przez Nilfgaardczyków Nordlingami.

## Mapy
W wydanych w Polsce książkach Sapkowskiego nie została zamieszczona mapa Kontynentu, chociaż istnieją przynajmniej cztery, stworzone niezależnie mapy: „mapa polska”, utworzona przez fanów, później użyta przez twórców gry fabularnej Wiedźmin: Gra wyobraźni oraz gry komputerowej Wiedźmin oraz „mapa czeska”, sporządzona przez czeskiego tłumacza książek Sapkowskiego. Trzecia mapa ukazała się w zestawie z grą – twórcy gry fabularnej twierdzą, iż znaleźli na polskiej mapie pewne błędy, jeśli chodzi o położenie państw i miejscowości i sporządzili jej nową wersję. Uczestnicy Wiedźmińskiego Forum stworzyli z kolei tak zwaną „Mapę Orteliusa” .

## Historia
Elfy przybyły na Kontynent na swych białych okrętach prawdopodobnie nieco ponad tysiąc pięćset lat przed wydarzeniami z sagi. Zastały tam gnomy (pierwsze na Kontynencie) oraz krasnoludy, które po okresie walk wycofały się w góry, zaś elfy wybudowały w miejsce ich siedzib swoje miasta. Około pięciuset lat przed wydarzeniami z sagi na kontynent przybyli ludzie i podbili obszar późniejszych północnych królestw. Elfy zmuszone były do wycofania się do górskich enklaw i lasów. W miastach umieszczane są w gettach dla nieludzi, razem z krasnoludami, gnomami i niziołkami. W czasie Koniunkcji Sfer do tego świata przeniknęło wiele innych ras, jak np. wilkołaki czy wampiry.
W okresie opisywanym w książkach, doszło do dwóch wojen między Nilfgaardem a północnymi królestwami, które zakończyły okres ekspansji tego południowego cesarstwa.

## Mieszkańcy
W świecie wiedźmina koegzystują ze sobą przedstawiciele wielu ras. Niektóre z nich są u szczytu potęgi (ludzie), inne lepiej lub gorzej dostosowały się do narzuconych przez ludzi zmian i żyją w ludzkich miastach (elfy, gnomy, krasnoludy, niziołki) albo w ramach niemal odizolowanych od ludzi społeczności (np. elfy w Górach Sinych i w Dol Blathanna, gnomy i krasnoludy w masywie Mahakam). Jeszcze inne walczą o przetrwanie w pojedynczych enklawach (driady w Brokilonie), albo są na skraju wymarcia (vrany, bobołaki). Ostatnią grupą są rasy żyjące w morzu i nie utrzymujące niemal żadnych kontaktów z istotami lądowymi (ryboludzie, syreny i inne).
Prócz powyższych ras, w wiedźmińskim świecie występują również potwory obdarzone inteligencją na tyle wysoką, by opanować posługiwanie się Językiem Wspólnym albo Starszą Mową. Niektóre z nich tworzą społeczności, inne żyją pojedynczo, jednakże, poza nielicznymi wyjątkami, istoty te nie wznoszą budowli (wyjątek: trolle) ani nawet nie wytwarzają żadnych przedmiotów, choć czasami korzystają z wytworów innych ras, w celu np. upodobnienia się do nich (ludzki ubiór w przypadku niektórych wampirów) albo dla przyjemności (alkohol własnej produkcji konsumowany przez pukacze).

### Driady
Driady (zwane także dziwożonami) zamieszkują i strzegą lasu Brokilon, którego granice wciąż się kurczą na rzecz sąsiednich ludzkich królestw. Słyną z niewiarygodnej sprawności w posługiwaniu się łukiem, jak również zamiłowania do przyrody (w szczególności drzew i lasu) i muzyki.
Driady są wyłącznie kobietami i aż do późnej starości, a mogą dożyć prawdopodobnie kilkuset lat, zachowują młode rysy twarzy i szczupłą sylwetkę. Do prokreacji wykorzystują ludzkich lub elfich mężczyzn, ale wybierają tylko silnych, żeby ich córki były sprawnymi wojowniczkami. Wygląd (w tym barwy oczu i włosów, które u driad mogą przybierać bardzo nietypowe kolory) ich córki dziedziczą wyłącznie po matce.
Ponieważ driad jest coraz mniej, czasami „przerabiają” one normalne, ludzkie dziewczynki na driady. Dzieje się to za pomocą Wody Brokilonu, substancji o silnych właściwościach magicznych i halucynogennych, niszczącej pamięć o przeszłym życiu, co jednak nie daje im wszystkich umiejętności prawdziwych driad.
Driady noszą ubrania w barwach maskujących i nakładają barwniki na skórę, by jeszcze trudniej było je dostrzec w lesie, co znakomicie współgra z typową dla nich umiejętnością bezszelestnego poruszania się. Driady posiadają bardzo silną więź z przyrodą, zwłaszcza z roślinami, dzięki czemu potrafią m.in. przekształcać drzewa siłą woli i uleczać nawet bardzo poważne choroby i obrażenia z wykorzystaniem specyficznych brokilońskich roślin .
Przywódczynią driad brokilońskich jest Srebrnooka Eithne.

### Elfy
Elfy, znane jako Aen Seidhe, przybyły na Kontynent na swoich białych okrętach dużo wcześniej niż ludzie, ale później niż gnomy i krasnoludy. Elfy żyją o wiele dłużej niż ludzie (średnio po 300-400 lat, choć niektóre potrafią dożyć wieku nawet ponad 600 lat) i są zazwyczaj odbierane przez ludzi jako bardzo atrakcyjne. Od ludzi różnią się m.in. szczuplejszą budową ciała, kształtem oczu (duże, wyraziste oczy „w kształcie migdałów”), uszu (szpiczasto zakończone małżowiny) i  zębów (nie wyróżnia się u nich kłów), a także brakiem owłosienia poza głową.
Mimo długowieczności elfy są o wiele mniej liczne niż ludzie. Ma na to wpływ fakt, że wyłącznie elfia młodzież (elfy 30–40-letnie) jest płodna, a elfki owulują raz na kilka lat, przez co elfy rozmnażają się znacznie wolniej od ludzi.
Elfy o wiele gorzej niż inne rasy znoszą ludzką dominację. O ile krasnoludy, niziołki, czy gnomy odnalazły się w nowych realiach, elfy rzadko kiedy potrafią się do niej przystosować i często wspominają dawne czasy, widząc ludzkie miasta wybudowane na ruinach elfich pałaców (Oxenfurt, Cintra, Wyzima, Tretogor, Cidaris, Maribor itd). Częściowo może to wynikać z faktu, że elfy uważały ludzi za gorszych od siebie. Ludzie ze swej strony uważali, że elfy wywyższają się, podkreślając na każdym kroku swoją odmienność.
Ludzie też mają o wiele większy problem z zaakceptowaniem elfów niż innych „nieludzi”. Krasnoludy czy niziołki w zachowaniu, gustach i podejściu do życia są o wiele łatwiejsze do zrozumienia dla ludzi niż elfy, zwłaszcza, że te ostatnie często i chętnie podkreślają swoją odrębność i odmienność.
Drugim powodem jest to, że elfy w przeciwieństwie do wszystkich pozostałych ras „nieludzkich” potrafią władać magią i to wyjątkowo potężną (z podróżami między światami włącznie), do której mają naturalny talent. Ludzcy magowie znaczną część swojej wiedzy poznali dzięki elfom, u których szkolili się, gdy ludzie po raz pierwszy pojawili się na Kontynencie.
Połączenie długowieczności, zdolności magicznych i odmienności elfów oraz ksenofobii i ekspansywności ludzi doprowadza do wzajemnej nienawiści. Wśród ludzi krążą popularne powiedzonka typu „Dobry elf to martwy elf” i „Wszystko co złe, to przez elfów”, zaś elfy z upodobaniem porównują ludzi do małp.
W efekcie narastającego konfliktu elfy pod wodzą Aelirenn (Elireny), kilkaset lat przed początkiem „Sagi o wiedźminie”, stanęły do walki z ludźmi, co doprowadziło do masakry elfiej młodzieży w bitwie pod Shaerrawedd (nawiązanie do Sherwood). W czasach opisywanych przez Sagę, zamieszkujące Północne Królestwa elfy, podjudzane przez emisariuszy Nilfgaardu, ponownie chwyciły za broń.
Elfy cenią sztukę (malarstwo, rzeźbę, muzykę, poezję), magię, przyrodę i piękno, jednak nie oznacza to, że są bezbronne i słabe. Ich naturalna więź z przyrodą, umiejętność bezszelestnego poruszania się oraz nieomal legendarny talent do posługiwania się łukiem powoduje, że elfie komanda (noszące nazwę „Scoia'tael” co oznacza „Wiewiórki”) są bardzo trudne do pokonania, zwłaszcza w terenach leśnych. Zamiast prowadzić otwartą wojnę, angażują się w działalność partyzancką i terrorystyczną, w obliczu której duże oddziały armii różnych Królestw Północy są niemal bezsilne.
Do grup Scoia'tael po jakimś czasie zaczęli się przyłączać przedstawiciele innych, prześladowanych przez ludzi ras „nieludzkich” (niziołki, krasnoludy (te ostatnie potem odeszły, gdyż „nie było komu pracować w kopalniach”), jednak to elfy stanowią największą część Wiewiórek.

### Półelfy i ćwierćelfy
Półelf (półelfka) to dziecko człowieka i elfa. Półelfy odziedziczyły cechy charakterystyczne ras obojga rodziców, ale są traktowane z nieufnością a często pogardzają nimi tak elfy, jak i ludzie.
Człowiek z ¼ elfiej krwi jest nazywany kwarteronem. Cechy elfie (kształt oczu, uszu, zębów) w przypadku posiadania mniej niż ¼ elfiej krwi mogą być zupełnie niewidoczne. Czarodziejka Yennefer z Vengerbergu była kwarteronką.

### Gnomy
Gnomy pojawiły się na Kontynencie jako pierwsza rasa. Gnomy są niższe i dysponują mniejszą siłą fizyczną niż krasnoludy, ale są tak samo jak one wytrzymałe a do tego znacznie zwinniejsze. Charakterystyczną cechą ich aparycji, pozwalającą łatwo odróżnić gnoma od krasnoluda czy niziołka jest stosunkowo długi, szpiczasty nos. W przeciwieństwie do krasnoludów gnomy nie noszą bród.
Wiele gnomów żyje w Mahakamie wraz z krasnoludami, inne zamieszkują łańcuch górski Tir Tochair. Gnomy są wyśmienitymi kowalami, metalurgami, jubilerami i wynalazcami a ich miecze (w tym słynne gwyhyry) są uważane za najlepsze na świecie.

### Krasnoludy
Krasnoludy osiągają wzrost na poziomie klatki piersiowej dorosłego mężczyzny. Przedstawiciele tej rasy są na ogół krępej budowy i, co za tym idzie, mimo niskiego wzrostu obdarzeni są ogromną siłą i wytrzymałością, co czyni z nich znakomitych żołnierzy (wiele krasnoludów wynajmuje się jako ochrona karawan, wiele też służy w armiach Północnych Królestw a także w prywatnych wojskach różnych wielmożów).
Krasnoludy dojrzewają później niż ludzie (w okolicach 55 roku życia), zaś oznaką ich dojrzałości jest długość brody (do pasa). Wśród krasnoludów rodzi się o wiele więcej mężczyzn niż kobiet, przez co nie każdy krasnolud może mieć żonę (w Mahakamie trzeba mieć odpowiednią wysługę lat w kopalni bądź hucie, zanim można złożyć wniosek o przydział stałej żony). Krasnoludy są bardzo zazdrosne o swoje kobiety i na ogół sądzą, że ich kobiety są obiektem pożądania mężczyzn innych ras-co jednak nie ma nic wspólnego ze stanem faktycznym.
Jeśli idzie o charakter i zachowanie, krasnoludy bywają uważane za grubiańskie, gdyż nie uznają ludzkich norm społecznych (zwłaszcza jeśli idzie o słownictwo i, czasami, higienę). W przeciwieństwie do elfów, krasnoludy lubią nieskomplikowane rozrywki (jedzenie, alkohol) i cenią sobie proste metody rozwiązywania problemów (kwestie sporne w sprawie awansów w krasnoludzkich jednostkach wojskowych rozwiązuje się przez walkę na pięści między kandydatami na dane stanowisko) jednakże nie oznacza to, że rasa ta nie jest inteligentna, tylko że jej inteligencja objawia się raczej w dziedzinach ścisłych (inżynieria, bankowość, gry karciane) niż humanistycznych. To właśnie do krasnoludów (rodziny Vivaldich, Cianfanellich, Giancardich itd) należą największe sieci bankowe Kontynentu, zaś technologia, jaką dysponuje ta rasa, zwłaszcza w zakresie górnictwa, hutnictwa i metalurgii, ale także np. poligrafii znacznie przewyższa osiągnięcia ludzi.

### Ludzie
Ludzie są rasą dominującą i w Północnych Królestwach i w Imperium Nilfgaardu. Choć przybyli na Kontynent później, ekspansywna natura i o wiele szybsze niż u innych ras tempo rozrodu pozwoliły im skolonizować cały rejon i zepchnąć inne rasy do odosobnionych enklaw lub do gett w ludzkich miastach.
Poza nielicznymi wyjątkami (Mahakam, Brokilon) ludzie zamieszkują wszystkie rejony Północnych Królestw.
Dziecko Niespodzianka
Dziecko Niespodzianka to dziecko, które na skutek obietnicy złożonej jakiejkolwiek istocie, miało zostać związane z nią więzią przeznaczenia.
Tradycyjną formułą obietnicy były słowa wypowiadane w zamian za ofiarowaniu komuś pomocy: Oddasz mi to, co zastaniesz w domu po powrocie, a czego się jeszcze nie spodziewasz.
Obietnica mogła być spełniona jedynie, gdy potwierdzi ją siła przeznaczenia, tzn. gdy dziecko-niespodzianka wyrazi na to zgodę. To ta zgoda miała potwierdzać, że urodziło się w cieniu przeznaczenia.
Znanymi dziećmi-niespodziankami były m.in. córka Calanthe, Pavetta i jej córka, księżniczka Ciri.
Prawdopodobnie motyw powyższy zaczerpnięty został przez Sapkowskiego z baśni ludowych, chociaż wydarzenie o podobnym schemacie można również odnaleźć w Biblii – w Księdze Sędziów sędzia Jefte przysięga Bogu, że złoży w ofierze pierwszą istotę, która wyjdzie mu na spotkanie, kiedy będzie zwycięsko wracał do domu. Tą osobą okazuje się jego córka.

### Niziołki
Niziołki bardziej niż krasnoludy przypominają ludzi, ale, jak wskazuje nazwa ich rasy, są od ludzi o wiele niższe. Charakterystyczne dla ich wyglądu są kędzierzawe włosy i owłosione stopy, dzięki którym niziołki nie muszą używać obuwia.
Przedstawiciele tej rasy charakteryzują się na ogół bardzo wysoką zwinnością i zręcznością oraz nieomal naturalnym talentem do posługiwania się wszelkiego typu bronią miotaną.
Niziołki w świecie wiedźmina najczęściej zajmują się rolnictwem, hodowlą zwierząt i rękodzielnictwem ale zdarzają się też wśród nich kupcy a nawet lekarze (typowa dla rasy zręczność czyni z nich świetnych chirurgów).

### Wiedźmini
Ściśle rzecz ujmując, nie są oddzielną rasą (są bezpłodni), lecz zmutowanymi w dzieciństwie ludźmi, wyszkolonymi w jednym celu – do walki z potworami. Z wyglądu nie różnią się od ludzi, poza jednym szczegółem: w pełnym słońcu ich źrenice zwężają się w pionowe szparki, jak u kota. Po mutacji mogą też wystąpić skutki uboczne tj. mlecznobiałe włosy jak u Geralta.
Dzięki zmianom, jakimi poddano ich ciała (Próba Traw, zakażenia wirusami itp) oraz dzięki morderczemu treningowi, wiedźmini dysponują niemal nadludzkimi możliwościami. Ich tempo reakcji, wrażliwość zmysłów (zwłaszcza wzroku, słuchu i zmysłu równowagi) i zwinność są praktycznie nieosiągalne dla zwykłego człowieka.  Innymi skutkami mutacji i treningu są m.in. odporność na większość trucizn, jadów i chorób zakaźnych oraz wolny puls, dzięki któremu nawet ciężko ranny wiedźmin ma szansę uniknąć wykrwawienia się.
Wiedźmini dysponują dużą wiedzą o potworach, tzn. o ich rodzajach oraz o zachowaniu i o silnych, i słabych stronach poszczególnych gatunków, co jest niezbędne do skutecznej ich eliminacji. Ponieważ niektóre potwory, na jakie napotykają wiedźmini, są ludźmi dotkniętymi klątwą (np wilkołaki, strzygi), wiedźmini są również szkoleni w wyczuwaniu magii oraz rozpoznawaniu i łamaniu klątw i uroków.
Jeśli idzie o wyposażenie, każdy wiedźmin stale nosi na szyi medalion (odzwierciedlający szkołę, według jakiej wiedźmin był szkolony, np. wilka, gryfa lub kota), który ostrzega noszącego o niebezpieczeństwie (zasadzka, zdradliwe podłoże) i o obecności magicznej aury (człowiek skryty pod czarem iluzyjnym, bliskość nienaturalnych istot itd). Do walki wiedźmini najchętniej wykorzystują miecze, we władaniu którymi osiągnęli mistrzostwo. Każdy wiedźmin posiada dwa – stalowy i srebrny. Stalowy służy do walki z istotami „z krwi i kości” a srebrny do walki z istotami nienaturalnymi dla tego świata (ghule, wampiry), magicznymi (np. dżin w opowiadaniu „Ostatnie życzenie”) lub powstałymi pod wpływem klątwy (strzygi).
Wiedźmini często korzystają z magicznych eliksirów. Przed walką zażywają te podnoszące ich, i tak wysokie, możliwości (np widzenie w ciemnościach), natomiast po walce używają eliksirów przeciwbólowych, koagulujących krew, niwelujących działanie toksyn itd.
W czasach objętych opowiadaniami i „Sagą o wiedźminie” nowych wiedźminów się już nie szkoli. Kilkanaście (lub kilkadziesiąt) lat wcześniej tłum fanatyków, prowadzony przez agitatorów i wspomagany przez czarodziejów, zaatakował i zrujnował Kaer Morhen zabijając wszystkich wiedźminów którzy tam przebywali i wszystkich młodych adeptów wiedźmińskiego fachu.

### Wampiry
Wampiry w świecie wiedźmina pojawiły się w wyniku kataklizmu zwanego „koniunkcją sfer” – bliżej nieopisanemu chwilowemu połączeniu świata Kontynentu z jednym lub więcej światami zamieszkałymi przez inne stworzenia, które stały się w efekcie jego więźniami. Nie są nieumarłymi, lecz pełnoprawnymi rasami istot podobnych do ludzi, nie posiadającymi większości słabości, którymi odznaczają się wampiry w innych fikcyjnych światach, w związku z czym potrafią być niezwykle groźne. Jedną z ważniejszych postaci cyklu wiedźmińskiego jest wampir wyższy Emiel Regis.
Bruxa to wampir wyższy, potrafiący powalić przeciwnika za pomocą fali dźwiękowej.
Posiada ostre kły, po wypiciu krwi śpiewa. Atakuje zarówno w nocy, jak we dnie. Występuje pod postacią kobiety. Często myli się ją z rusałką bądź driadą. Posiada zdolność zauroczenia oraz telepatii, lecz aby uzyskać władzę nad daną istotą, musi regularnie wysysać z niej krew. Posiada zdolność polimorfii (przemiany) w czarnego ptaka lub nietoperza. Podczas walki stara się używać głównie swoich umiejętności, wydaje głośne, obezwładniające piski.
Występuje w opowiadaniu Ziarno prawdy z tomu Ostatnie życzenie Sapkowskiego. Na dworze Nivellena, na który trafia wiedźmin Geralt, mieszka Bruxa o imieniu Vereena.

### Inne rasy
Pozostałe rasy rozumne występujące w cyklu o wiedźminie (niektóre wymienione są tylko z nazwy):
- aguara, również: vixena (Sezon burz, rozdział 15) – wyglądająca jak lis istota, potrafiąca przybrać kobiecą postać[7]. Zwierzęca forma aguar jest znacznie większa od przeciętnego lisa.
- bobołaki (Droga, z której się nie wraca, wzmianki w: Trochę poświęcenia i Mniejsze zło),
- gobliny (wzmianka w Chrzest Ognia, rozdział 7)
- mimiki – zwane też dopplerami, mieniakami, podwójniakami, vexlingami, bedakami itd. Istoty zmiennokształtne, potrafiące przybrać kształt dowolnej istoty zbliżonej wielkością i wagą. Razem z wyglądem kopiują ich cechy fizyczne (głos, mimika, gestykulacja) jak i psychiczne (umiejętności, inteligencja). Ich zdolność do zmiany kształtu powoduje, że wielu ludzi uważa je za szczególnie groźne potwory, choć zdolność mimikry dopplery wykorzystują raczej do obrony niż do innych celów.
- korredy (Pani Jeziora, rozdział 4)
- nimfy (wzmianka w: Głos rozsądku 5)
- morszczynki (wzmianka w: Trochę poświęcenia)
- nereidy (wzmianka w: Trochę poświęcenia)
- pukacze (Wieża Jaskółki, rozdział 7)
- rusałki (wzmianki w: Głos rozsądku 5, Ziarno prawdy)
- silvany (Kraniec świata)
- smoki (Granica możliwości)
- sylfidy (wzmianka w: Miecz przeznaczenia)
- syreny (Trochę poświęcenia)
- trolle (wzmianki w: Głos rozsądku 5, Granica możliwości, Chrzest Ognia, rozdział 7)
- trytony (wzmianka w: Trochę poświęcenia)
- vrany (Droga, z której się nie wraca),
- vodyanoi/ryboludzie zostali opisani, ale nie nazwani w opowiadaniu Trochę poświęcenia. Nazwę otrzymali dopiero w grze komputerowej Wiedźmin.

## Języki
Poza Językiem Wspólnym wspomniana jest Starsza Mowa, przykłady której znajdują się w utworach Sapkowskiego. Jest ona używana przez elfy, a także syreny, morszczynki i nereidy (Miecz przeznaczenia, str. 212). Podobny do niej jest język nilfgaardzki (Czas pogardy, str. 278) i żargon z Wysp Skellige (Krew elfów, str. 90 ). Wielokrotnie autor zamieszcza w Sadze cytaty z języka łacińskiego.

## Postacie
- Geralt z Rivii
- Yennefer z Vengerbergu
- Ciri
- Triss Merigold
- Jaskier
- Vilgefortz z Roggeveen